# Markttriebendorf
Markttriebendorf is een plaats in de Duitse gemeente Heilsbronn, deelstaat Beieren, en telt 50 inwoners (2007).